# گریپتاون (تگزاس)
گریپتاون (به انگلیسی: Grapetown) یک منطقهٔ مسکونی در ایالات متحده آمریکا است که در شهرستان گیلسپی، تگزاس واقع شده‌است. گریپتاون ۵۲۸ متر بالاتر از سطح دریا واقع شده‌است.